# 8525 Nielsabel
8525 Nielsabel è un asteroide della fascia principale. Scoperto nel 1992, presenta un'orbita caratterizzata da un semiasse maggiore pari a 2,4039265 UA e da un'eccentricità di 0,1648382, inclinata di 3,06212° rispetto all'eclittica.